# Thonne-le-Thil
Thonne-le-Thil település Franciaországban, Meuse megyében. Lakosainak száma 276 fő (2022. január 1.). Thonne-le-Thil Bièvres, Herbeuval, Signy-Montlibert, Breux, Chauvency-le-Château, Chauvency-Saint-Hubert és Thonnelle községekkel határos.

## Népesség
A település népessége az elmúlt években az alábbi módon változott:
| Lakosok száma | 346  | 285  | 261  | 265  | 283  | 268  | 269  | 274  | 276  | 276  |
|               | 1968 | 1982 | 1990 | 2006 | 2013 | 2015 | 2017 | 2019 | 2020 | 2022 |